# Commedia togata
La fabula togata o commedia togata è un tipo di rappresentazione teatrale latina documentata a partire dal II secolo a.C.
Essa nasce come rappresentazione teatrale comica di argomento e ambientazione romana a differenza della fabula palliata, che invece proponeva ambientazioni greche e personaggi dai nomi greci e che tocca il suo massimo splendore proprio nel II secolo a.C.

## Etimologia
Nella togata l'abbigliamento tipico indossato dagli attori, tutti rigorosamente di sesso maschile, era la toga, abito tipicamente romano, mentre la palliata prendeva il nome dal pallio, una sorta di mantello con cappuccio utilizzato in Grecia.
Sia la palliata che la fabula togata riprendono intrecci e trame tipiche della commedia nuova, composta in dialetto attico nell'ultima fase di sviluppo del teatro greco (IV-III secolo a.C.); gli autori greci più amati e imitati dai commediografi romani furono Menandro, Difilo e Filemone.

## Caratteristiche

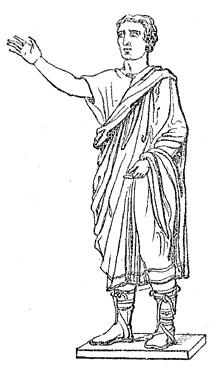
Toga romana

Gli autori latini preferirono il genere della palliata: la scarsità e frammentarietà dei testi di togate tramandatici impedisce di avere un quadro ben definito del genere letterario, le cui caratteristiche sono delineate dai confronti con le parallele forme teatrali meglio documentate, dalle testimonianze indirette e dall'inestricabile legame tra panem et circenses tipico della società di Roma, le cui testimonianze storiografiche, molto più dettagliate,  permettono qualche ulteriore fondamento interpretativo di questo genere letterario.
Sono noti i nomi di tre soli autori di togatae: Titinio, Lucio Afranio e  Tito Quinzio Atta.